# Return Fire
Return Fire är ett krigsspel från 1995, utgivet av Silent Software till 3DO och senare porterat till PC och PS 1996.